# Metropolia San Pedro Sula
Metropolia San Pedro Sula − jedna z dwóch metropolii rzymskokatolickich w Hondurasie.

## Diecezje wchodzące w skład metropolii
- Archidiecezja San Pedro Sula
- Diecezja Gracias
- Diecezja La Ceiba
- Diecezja Santa Rosa de Copán
- Diecezja Trujillo
- Diecezja Yoro

## Biskupi
- Metropolita: Michael Lenihan CM (od 2023) (San Pedro Sula)[1]
- Sufragan: Walter Guillén Soto SDB (od 2023) (Gracias)
- Sufragan: Jenrry Johel Velásquez Hernández (od 2025) (La Ceiba)
- Sufragan: Héctor David García Osorio (od 2025) (Santa Rosa de Copán)
- Sufragan: Henry Orlando Ruiz Mora (od 2023) (Trujillo)
- Sufragan: wakat (od 2025) (El Progreso)

## Główne świątynie
- Katedra św. Piotra Apostoła w San Pedro Sula
- Katedra św. Marka w Gracias
- Katedra św. Izydora Oracza w La Ceiba
- Katedra św. Róży w Santa Rosa de Copán
- Katedra św. Jana Chrzciciela w Trujillo
- Katedra Matki Boskiej Miłosiernej w El Progreso